# 209省道 (福建省)
209省道，又称联十一线，是中国福建省省道之一。S209省道路线的起点位于福州市长乐区猴屿乡，途经福州市福清市、莆田市涵江区、荔城区、秀屿区、城厢区、仙游县、泉州市泉港区、惠安县、洛江区、南安市、厦门市翔安区、同安区、集美区、海沧区、漳州市长泰区，终于漳州市龙文区朝阳街道，S209在起点与228国道相通，在终点与319国道和324国道叉口相通。